# Byn en Hallen
Byn en Hallen (Zweeds: Byn och Hallen) is een småort in de gemeente Hagfors in het landschap Värmland en de provincie Värmlands län in Zweden. Het småort heeft 111 inwoners (2005) en een oppervlakte van 41 hectare. Eigenlijk bestaat het småort uit twee plaatsen: Byn en Hallen. Het småort wordt omringd door zowel landbouwgrond als bos en ligt vlak bij de rivier de Klarälven.